# Matteo
Matteo [mat.ˈtɛː.o] ist ein männlicher Vorname wie Familienname.

## Herkunft und Bedeutung
Matteo ist die italienische Form von Matthäus.

## Verbreitung
In Italien hat sich der Name Matteo unter den beliebtesten Jungennamen etabliert. Im Jahr 2018 verließ er die Top-10 der Vornamenscharts und belegte im Jahr 2020 zum dritten Mal in Folge Rang 11 der Hitliste. In Belgien trat der Name im Jahr 2002 mit Rang 72 in die Top-100 der Vornamenscharts ein und etablierte sich rasch im vorderen Drittel der Hitliste. Im Jahr 2021 stand er auf Rang 16. Seltener wird die Variante Mattéo verwendet. In Chile zählt Matteo seit 2016 zur Top-100 der Vornamenscharts und verfehlte die Top-50 in den Jahren 2019 und 2020 nur knapp. Im Jahr 2021 belegte der Name in den Vornamenscharts Rang 70.
Die Schreibweise Mattéo befindet sich in Frankreich seit der Jahrtausendwende in den Top-150 der Hitlisten. Im Jahr 2005 belegte der Name den besten Platz mit Rang 20. Der Name taucht in Slowenien erst seit 2016 hin und wieder in den Hitlisten auf. In den Niederlanden kommt der Name seit Mitte der 1940er Jahre regelmäßig in den Hitlisten vor. Seit 2008 befindet er sich durchgehend in den Top-500 und seit 2021 in den Top-200. Im Jahr 2024 belegte er Rang 85.
In Polen befand sich der Name zwischen 2000 und 2007 durchgehend in den Top-200. Matteo taucht in Tschechien seit den früher 1990er Jahren regelmäßig in den Top-200 auf. In den nordischen Ländern wird der Name seit der Jahrtausendwende vermehrt vergeben. Besonders beliebt ist er in Schweden, dahingegen gilt er in Dänemark und Norwegen als mäßig populär.
Der Name befindet sich in England und Wales seit 1996 in einem Aufwärtstrend. Seit dem Jahr 2020 hat er sich in den Top-200 der Vornamenscharts etabliert. In Schottland und Nordirland ist er hingegen nur mäßig beliebt. Dahingegen wird der Name in Irland seit 1964 alljährlich bei der Namenswahl berücksichtigt, jedoch in einem geringen Umfang.
In den USA kam der Name kurz vor der Jahrtausendwende in die Top-1000 der Hitlisten, seitdem befindet er sich in einem starken Aufwärtstrend. Seit 2015 liegt er stets in den Top-200. Im Jahr 2023 belegte er Rang 144. Der Name Matteo kommt in Kanada seit 1980 regelmäßig in den Hitlisten vor. Seit Mitte der 1990er Jahre ist seine Popularität stark gestiegen und er befindet sich seit 2017 dauerhaft in den Top-100.
In der Schweiz befindet sich der Name Matteo seit den frühen 1940er Jahren jährlich in den Vornamenscharts. Seit den 1970er Jahren steigt seine Popularität stetig. Der Name hat sich unter den beliebtesten Jungennamen etabliert. Seit 2005 erreichte er beinahe jedes Jahr die Top-10 der Hitliste (Stand: 2023). Als bislang höchste Platzierung erreichte er im Jahr 2023 zum fünften Mal in Folge Rang 3 der Vornamenscharts. Von 1930 bis 2023 wurde der Name etwa 9.900 Mal vergeben. In Liechtenstein stand er im Jahr 2020 auf Rang 1. In Österreich zählt Matteo seit 2009 zur Top-50 der Vornamenscharts und nahm seitdem am Popularität zu. Im Jahr 2023 belegte der Name Rang 14 der Hitliste. Von 1984 bis 2023 wurden rund 5.600 Jungen so genannt.
In Deutschland kommt der Name Matteo erst seit den 2000er Jahren regelmäßig vor. Im Jahr 2010 zählte er erstmal zur Top-100 der Vornamenscharts. Er gewann rasch an Popularität. Stand er im Jahr 2019 noch auf Rang 13 der Hitliste, erreichte er im Jahr 2020 bereits Rang 4. Derartige Sprünge in der Statistik sind laut der GfdS in den letzten Jahren selten gewesen. Im Jahr 2021 belegte er in den Vornamenscharts Rang 2 und wurde an 1,33 % der neugeborenen Jungen vergeben. In der Gesamtliste, die Erst- und Folgenamen umfasst, stand er auf Rang 1. Dabei wurden gleichlautende Varianten zusammengefasst. Dabei waren im Jahr 2020 die Anteile wie folgt verteilt: 54 % Matteo, 21 % Mateo, 18 % Mattheo und 8 % Matheo. Besonders beliebt ist der Name in Ostdeutschland. Während er in West- und Norddeutschland ebenfalls zur Top-3 der Vornamenscharts zählt, verfehlt er in Süddeutschland die Top-10 knapp.

## Varianten
Die kroatische bzw. spanische Variante des Namens lautet Mateo. Im Französischen wird der Name Mattéo geschrieben, im Isländischen Mateó.
Die weibliche Variante des Namens lautet Mattea.
Für weitere Varianten: siehe Matthias#Varianten

## Namensträger

### Familienname Matteo
- Armando Matteo (* 1970), italienischer römisch-katholischer Geistlicher, Theologe und Kurienbeamter
- Dominic Matteo (* 1974), schottischer Fußballspieler
- Drea de Matteo (* 1972), US-amerikanische Schauspielerin
- Rocco Matteo, kanadischer Szenenbildner

### Vorname Matteo
- Matteo I. Visconti (1250–1322), politischer Anführer Mailands
- Matteo II. Visconti († 1355), Herrscher über Bologna, Lodi, Piacenza und Parma
- Matteo d’Acquasparta (um 1240–1302), Kardinal der katholischen Kirche und zwölfter Ordensgeneral der Franziskaner
- Matteo Alberti (um 1646/1648–1735), italienischer Architekt und Ingenieur
- Matteo Ardemagni (* 1987), italienischer Fußballspieler
- Matteo Bandello (um 1485–um 1561), italienischer Dichter
- Matteo Bellina (* 1979), italienischer Filmschauspieler
- Matteo Berselli (aktiv 1708–1721), italienischer Sopran-Kastrat und Opernsänger
- Matteo Bianchetti (* 1993), italienischer Filmschauspieler
- Matteo Maria Boiardo (1441–1494), italienischer Dichter
- Matteo Brighi (* 1981), italienischer Fußballspieler
- Matteo Cancellieri (* 2002), italienischer Fußballspieler
- Matteo Carcassi (1792–1853), italienischer Gitarrist und Komponist
- Matteo Carrara (* 1979), italienischer Radrennfahrer
- Matteo Cicinelli (* 1998), italienischer Pentathlet
- Matteo Civitali (1436–1501), italienischer Bildhauer und Maler der Renaissance
- Matteo Dams (* 2004), belgischer Fußballspieler
- Matteo De Vettori (* 1993), italienischer Skirennläufer
- Matteo Ferrari (* 1979), italienischer Fußballspieler
- Matteo Gabbia (* 1999), italienischer Fußballspieler
- Matteo Garrone (* 1968), italienischer Filmemacher
- Matteo Guarise (* 1988), italienischer Eiskunstläufer
- Matteo Kitz (* 2007), österreichischer Fußballspieler
- Matteo Liviero (* 1993), italienischer Fußballspieler
- Matteo Marrai (* 1986), ehemaliger italienischer Tennisspieler
- Matteo Milan (* 2003), italienischer Radrennfahrer
- Matteo Nana (* 1974), italienischer Skirennläufer
- Matteo Nannini (* 2003), italienischer Automobilrennfahrer
- Matteo Orsini († 1340), Kardinal der katholischen Kirche
- Matteo Paro (* 1983), italienischer Fußballspieler
- Matteo Pedergnana (* 1980), italienischer Skibergsteiger
- Matteo Pertsch (~1769–1834), italienischer Architekt
- Matteo Politano (* 1993), italienischer Fußballspieler
- Matteo Renzi (* 1975), italienischer Politiker
- Matteo Ricci (1552–1610), italienischer Priester
- Matteo Rubin (* 1987), italienischer Fußballspieler
- Matteo Ruggeri (* 2002), italienischer Fußballspieler
- Matteo Salvini (* 1973), italienischer Politiker (Lega Nord)
- Matteo Sassano, genannt Matteuccio (1667–1737), italienischer Sopran-Kastrat und Opernsänger
- Matteo Sioli (* 2005), italienischer Leichtathlet
- Matteo Thun (* 1952), italienischer Architekt und Designer
- Matteo Tosatto (* 1974), italienischer Radrennfahrer
- Matteo Vasiliu (* 1984), rumänischer Popsänger, siehe Matteo (Sänger)
- Matteo Bocelli (* 1997), italienischer Tenor

### Mateo
- Mateo Alemán (1547–1613), spanischer Schriftsteller
- Mateo de Bascio (1495–1552), italienischer Religionsreformer und Begründer des Kapuzinerordens
- Mateo Carmona (* 2001). kolumbianischer BMX-Rennfahrer
- Mateo Cassierra (* 1997), kolumbianischer Fußballspieler
- Mateo Cerezo der Jüngere (1637–1666), spanischer Maler
- Mateo Chávez (* 2004), mexikanischer Fußballspieler
- Mateo Garralda (* 1969), spanischer Handballspieler und -trainer
- Mateo Herrera (1867–1927), mexikanischer Maler
- Mateo Jasik (* 1978), deutsch-polnischer Popmusiker
- Mateo Klimowicz (* 2000), deutsch-argentinischer Fußballspieler
- Mateo Kovačić (* 1994), kroatischer Fußballspieler
- Mateo Majdalani (* 1994), argentinischer Segler
- Matéo Maximoff (1917–1999), Angehöriger des Kalderasch-Stammes und Schriftsteller
- Mateo Musacchio (* 1990), argentinischer Fußballspieler
- Mateo I. Orsini († um 1238), Pfalzgraf von Kefalonia
- Mateo II. Orsini († 1259 oder 1264), Pfalzgraf von Kefalonia
- Mateo Pumacahua (1740–1815), peruanischer Offizier spanischer Truppen
- Mateo Retegui (* 1999), argentinisch-italienischer Fußballspieler
- Mateo Gil Rodríguez (* 1972), spanischer Drehbuchautor und Regisseur
- Mateo Wansing Lorrio (* 1997), deutscher Schauspieler
- Mateo Zetic (* 2005), österreichischer Fußballspieler

Fiktive Personen
- Mateo Falcone, literarische Figur aus der gleichnamigen Erzählung des französischen Schriftstellers Prosper Mérimée